# Нуайме, Михаил
Михаил Нуайме или Михаил Джозеф Наими (араб. ميخائيل نعيمة‎; 17 октября 1889, Башкинта, Ливан — 28 февраля 1988, Бейрут) — ливанский писатель, философ, новеллист, эссеист, романист, литературный историк и критик, автор общественно-политических статей. Известен как старейший писатель Ливана (при жизни). Признаётся одним из пяти родоначальников арабской литературы. При жизни считался влиятельной фигурой в мире арабской литературы. Писателем была написана тридцать одна книга, каждая из которых в арабоязычных странах признается классической. Общее число его работ приближается к сотне. Михаил Нуайме один из немногих арабских писателей-эмигрантов, находившихся под явным влиянием классической русской литературы. Благодаря своему духовному труду, — «Книге Мирдада», он также называется одним из самых важных духовных писателей 20-го века. Хотя эта точка зрения и не общепринята, но её неоднократно в своих книгах высказывал весьма влиятельный в духовном мире учитель Бхагаван Шри Раджниш (Ошо).

## Биография
Михаил Нуайме родился в палестинской деревушке Башкинта (Османская империя) 22 ноября 1889 г. Башкинта расположена высоко на склоне горы Саннин, с неё открывается вид на восточную часть Средиземного моря. Многие произведения писателя впоследствии были связаны с природой этих мест.
В то время Российской империей осуществлялась поддержка православия в Палестине через Императорское православное палестинское общество, в частности обществом создавались школы и семинарии для православных семей. Как ребенок из православной семьи начальное образование будущий писатель получил в одной из таких школ при греческой православной церкви в Башкинте. В дальнейшем Нуайме поступил в «Мужскую учительскую семинарию в Назарете», принадлежащую также российскому «Императорскому православному палестинскому обществу».
В возрасте 11 лет (по всей видимости из-за ограничений принятых в Османской империи) переехал для учёбы в Российскую империю в Полтаву (современная Украина) где учился в Полтавской духовной семинарии (1906—1911 гг.). Будучи семинаристом познакомился с оказавшей на него большое влияние русской литературой.
В 1911 году переехал в США присоединившись к двум своим старшим братьям в г. Уолла-Уолла (штат Вашингтон), где они владели мебельным магазином. Затем переехал для учёбы в Сиэтл.
В 1916 году окончил факультеты литературы (филология, философия, — данные разнятся) и права Вашингтонского университета (в Сиэтле), получив дважды степень магистра.

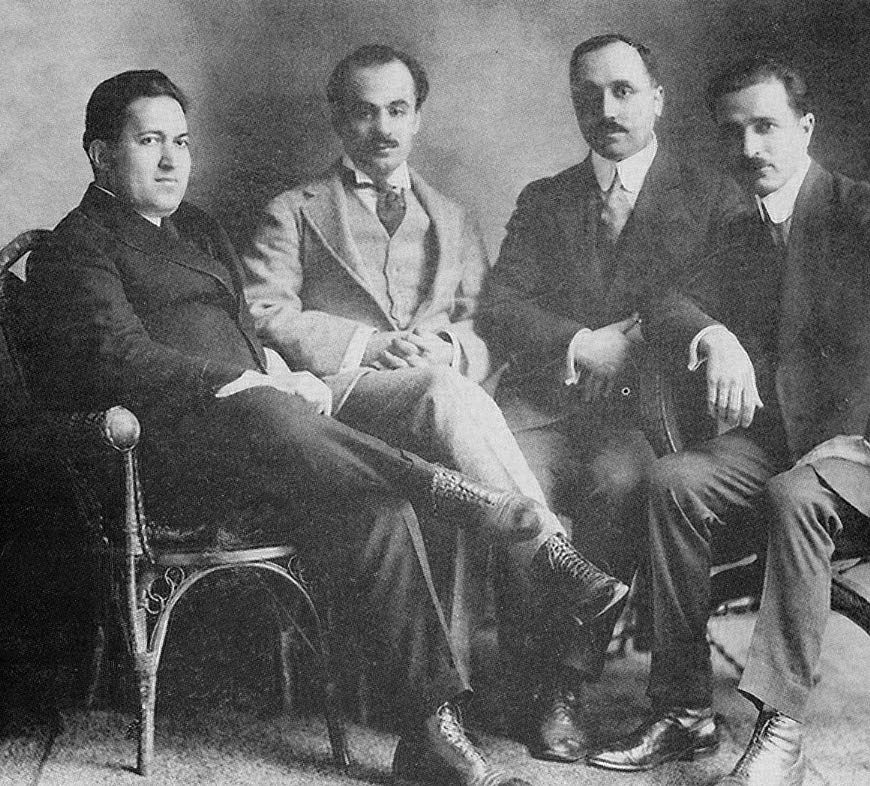
Четыре члена Лиги Пера 1920 года: Насиб Арида, Джебран Халиль Джебран, Абд аль-Масих Хаддад и Михаил Нуайме

В 1918 году с началом Первой мировой войны был призван в армию США (по некоторым данным, — ушёл в армию добровольно) и в составе американского экспедиционного корпуса направлен на фронт во Францию. По некоторым данным в это время несколько месяцев посещал университет города Рен во Франции.
В 1919 году (вернувшись с войны) начал свою писательскую карьеру в Уолла Уолла (штат Вашингтон). Писал стихи на арабском, английском и русском языках.
В 1920 году в Нью-Йорке сблизился с арабами-эмигрантами, объединившимися в 1920 году в «Лигу писателей Нью-Йорка» или «Лигу пера» (Rābita al-Qalamiyya) движение за возрождение арабской литературы). Во главе лиги стоял Джебран Халиль Джебран. Нуайме стал секретарём.
В 1932 году (прожив в Штатах 21 год), Михаил Нуайме вернулся на родину в палестинскую Баскинту, где и прожил остаток своей жизни.
В Полтаву, подарившую ему вдохновение, писатель возвращался в августе 1956 года, после чего написал автобиографическую книгу «Вдали от Москвы и Вашингтона»,
Михаил Нуайме скончался от пневмонии 28 февраля 1988 года в Бейруте, в возрасте 98 лет.

## Награды
Лауреат международной литературной премии «Лотос» (1972).

## Память
29 октября 2011 года в Украине, в Полтаве на территории Полтавской государственной аграрной академии (в прошлом здание принадлежало духовной семинарии) был открыт памятник писателю (скульптор — Владимир Кочмар). Здесь на русском языке были написаны его первые рифмы под названием «Замерзшая река», — стихи посвящённые реке Суле протекающей в Полтавщине.
В Украине Михаил Нуайме наиболее известен как переводчик бессмертного произведения Тараса Шевченко «Заповіт» на арабский язык.

## Сочинения
- A’hadith ma al Sihafah أحاديث مع الصحافة
- ʾAkābir (1953) أكابر — короткий рассказ.
- Ab’ad Min Moscow.. ابعد من موسكو و من واشنطن
- Al-ʾābāʾ wa-l-banūn / «Отцы и дети» (1917) الآباء والبنون — драма (с предисловием излагающим взгляды автора на арабскую драматургию).
- Abū Baṭṭa (1957) أبو بطة — короткий рассказ.
- Al 'Authan الأوثان
- Al Bayader البيادر
- Al Ghirbal / «Сито» (1929 или 1923) الغربال — сборник статей, посвященных вопросам обновления арабской литературы, критики, необходимости отказа от старых традиций, свободе творчества, проблемам реализма и др.
- Al Marahel (1932) المراحل
- Al Nur wa al Dijur النور و الديجور
- Al Youm al 'Akheer (1963) اليوم الأخير
- Sabʿūn: ḥikāyat ʿumr / «70 лет» (1959—1960) سبعون — автобиографическая трилогия.
- Ayoub (1967) ايوب
- The Book of Mirdad / «Книга Мирдада» / Kitab Mirdad (1948, — на английском, 1952, — на арабском) كتاب مرداد
- Doroob دروب
- Fi Maheb Al Rih في مهب الريح
- Jibrān Khalīl Jibrān / (1936) جبران خليل جبران — «Джебран Халиль Джебран: Биография». (author’s trans. Kahlil Gibran: A Biography,1950)
- Hams al-jufū / Хамс Аль-джуфун (1928). همس الجفون — поэзия (на арабском)
- Hawamish هوامش
- Kān mā Kān (1927) كان ما كان — короткий рассказ.
- Karem Ala Dareb (1946) كرم على درب
- Liqae لقاء
- Ma Qall wa Dall
- Min wahi Al Massih من وحي المسيح
- Mudhakkirāt al-ʾArqaš (1948) مذكرات الأرقش — новелла. Авторский перевод 1952 года : «The Memoirs of a Vagrant Soul»; or, the «Pitted Face», («Воспоминания бродячей» души, или «Изрытое лицо»).
- Najwa Al Ghuroub نجوى الغروب
- Sawat al 'Alam صوت العالم
- Wamadat ومضات
- Ya Ibn Adam يا ابن آدم
- Zaad al M’aad زاد المعاد
- Rasa’il (1974) رسائل

Материал этого абзаца требует совмещения с вышестоящим списком (требуется знание арабского):
- «Шепот века» — единственный сборник медитативных стихов Михаила Нуайме, написанных им как на арабском, так и на английском языках. Свежий стиль поэзии, введенный Нуайме в этой книге, впоследствии повлиял на современную арабскую поэзию.
- «Было — не было» (1937), — сборник новелл.

### Переводы на русский язык
Большинство произведений Михаила Нуайме, написанных на английском и русском языках, были переведены им самим на арабский язык. Он выпустил более тридцати произведений поэзии, повествовательной прозы, психологии, социальной драмы, автобиографии, литературной критики и эссе.
- «Её новый год» // Рассказы писателей Востока. Л., 1958.
- «Бесплодная» // Рассказы писателей Ливана. М., 1958.
- «Силач», «Алмазная свадьба» // Современная арабская новелла. М., 1963.
- «Часы с кукушкой» // Осень в горах: Восточный альманах. Вып. 7. М.: Художественная литература, 1979.
- «Два солдата» // Осень в горах: Восточный альманах. Вып. 7. М.: Художественная литература, 1979.
- Мои семьдесят лет / Пер. с араб. С. М. Бациевой. М.: Наука, 1980. 236 с.
- Книга Мирдада. Необыкновенная история монастыря, который когда-то назывался Ковчегом / Пер. с англ. Т. Лебедевой. СПб.: ИД «ВЕСЬ», 2004. 224 с. (Серия: Из мира Ошо). ISBN 5-95730-008-X
- Последний день: роман. М.: Садра, 2023. 240 с. ISBN 978-5-907552-56-2

## Критические эссе по Наими
из базы данных Ассоциации современных языков (MLA), март 2008)
1. Abbe, Susan. «Word Length Distribution in Arabic Letters.» Journal of Quantitative Linguistics 2000 Aug; 7 (2): 121-27.
2. Bell, Gregory J. Theosophy, Romanticism and Love in the Poetry of Mikhail Naimy. Dissertation Abstracts International, Section A: The Humanities and Social Sciences, 2002 May; 62 (11): 3804. U of Pennsylvania, 2001.
3. Poeti arabi a New York. Il circolo di Gibran, introduzione e traduzione di F. Medici, prefazione di A. Salem, Palomar, Bari 2009.
4. Boullata, Issa J.[англ.] «Mikhail Naimy: Poet of Meditative Vision.» Journal of Arabic Literature 1993 July; 24 (2): 173-84.
5. El-Barouki, Foazi. «How Arab Émigré Writers in America Kept Their Cultural Roots.» Dialog on Language Instruction 1997; 12 (1-2): 31-36.
6. Najjar, Nada. «Mikhael Naimy (1889—1988).» Aljadid: A Review & Record of Arab Culture and Arts 2000 Summer; 6 (32): 27.
7. Nijland, Cornelis. «Religious Motifs and Themes in North American Mahjar Poetry.» Representations of the Divine in Arabic Poetry. Ed. Gert Borg and Ed De Moor. Amsterdam, Netherlands: Rodopi; 2001. pp. 161-81